# Satyrium erectum
Satyrium erectum är en orkidéart som beskrevs av Olof Swartz. Satyrium erectum ingår i släktet Satyrium och familjen orkidéer. Inga underarter finns listade i Catalogue of Life.

## Bildgalleri

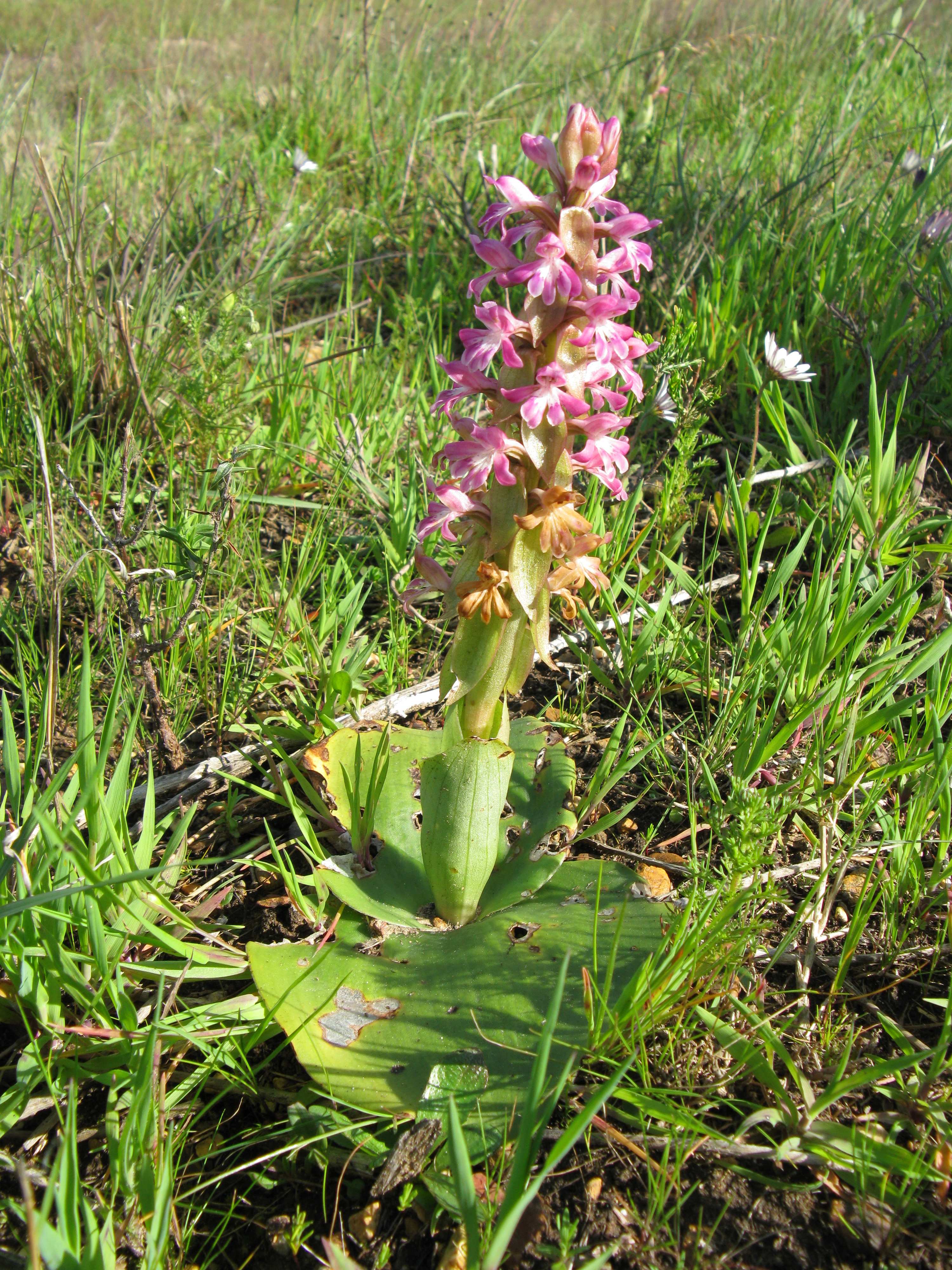
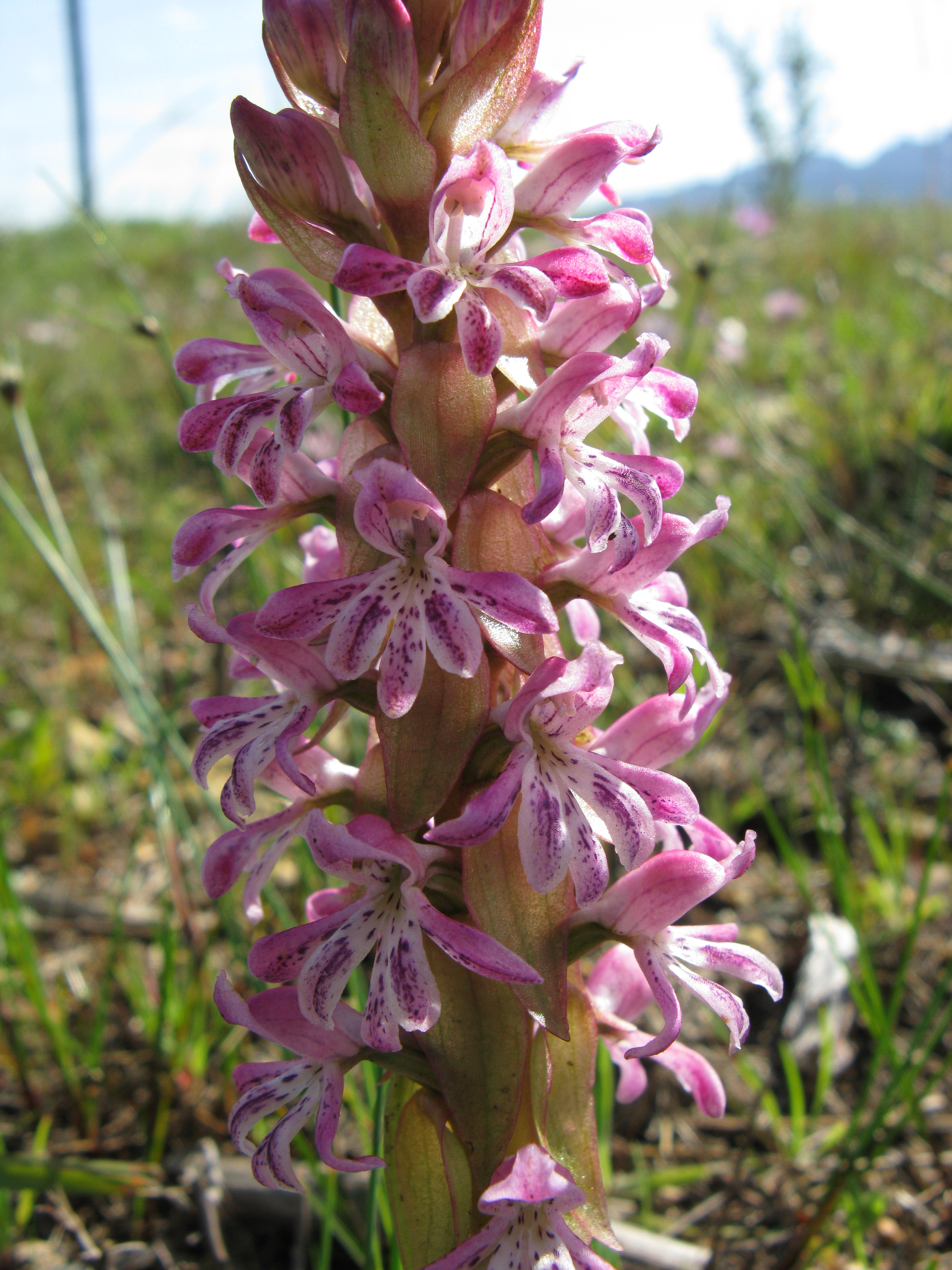
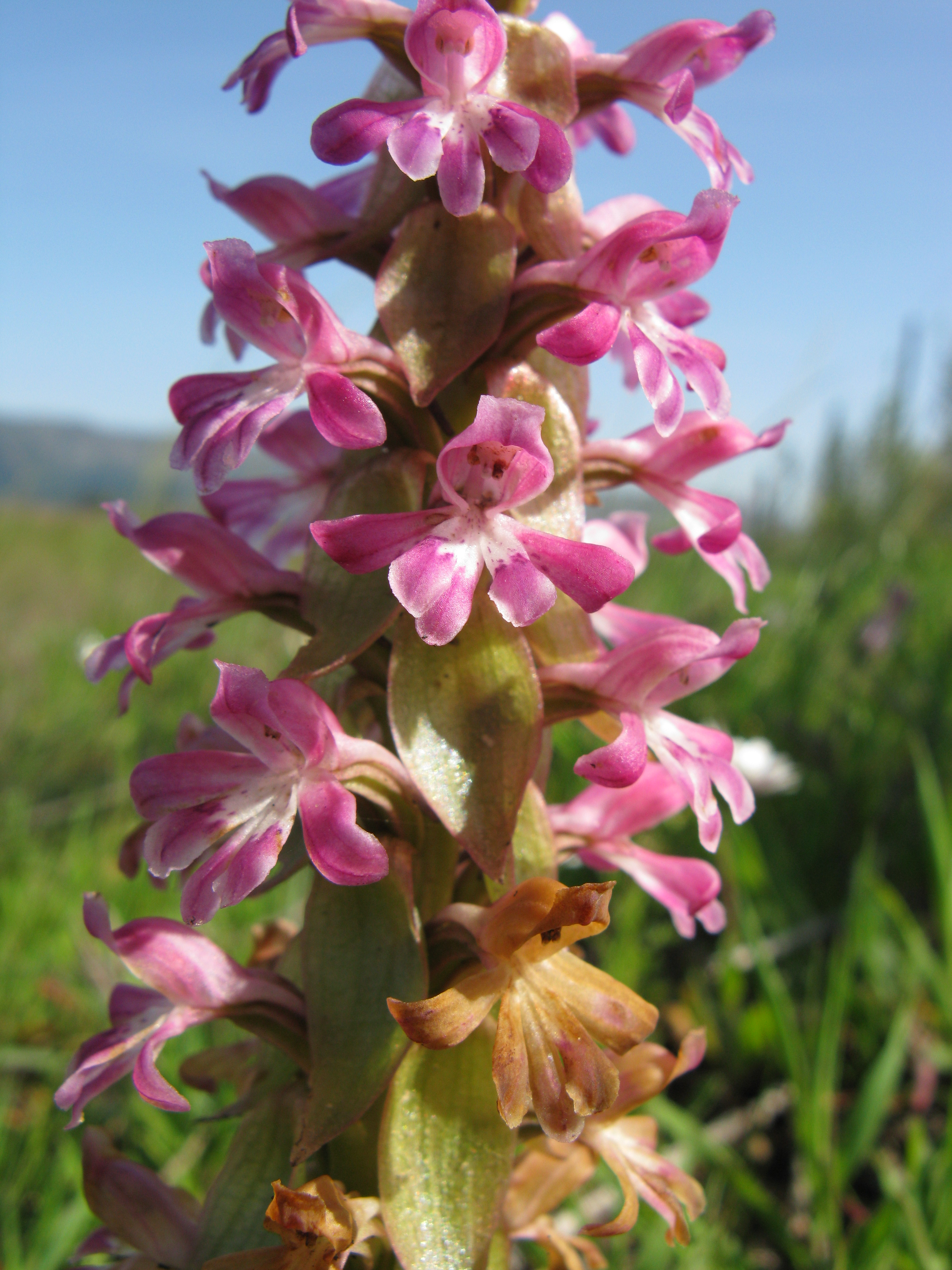
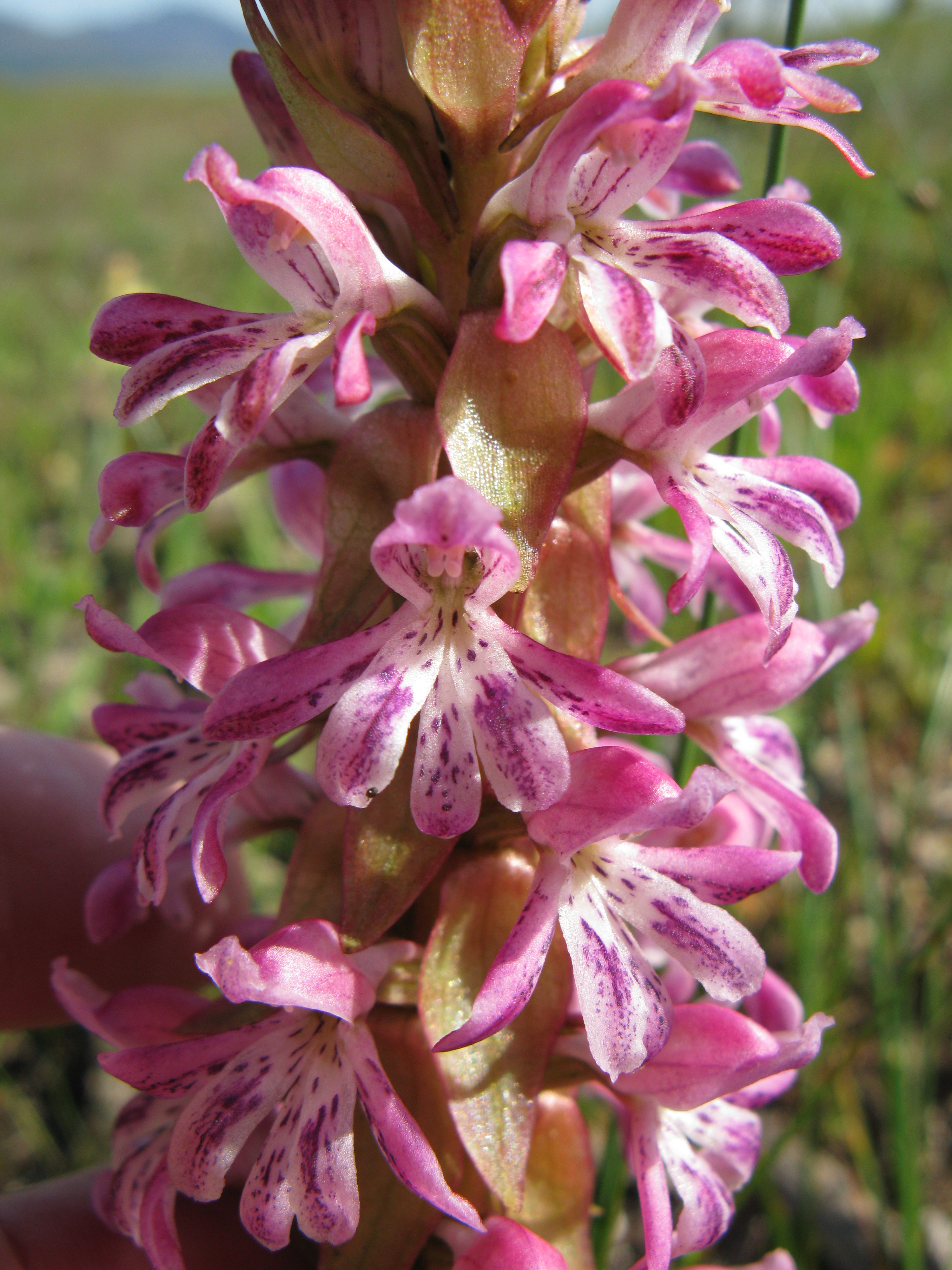
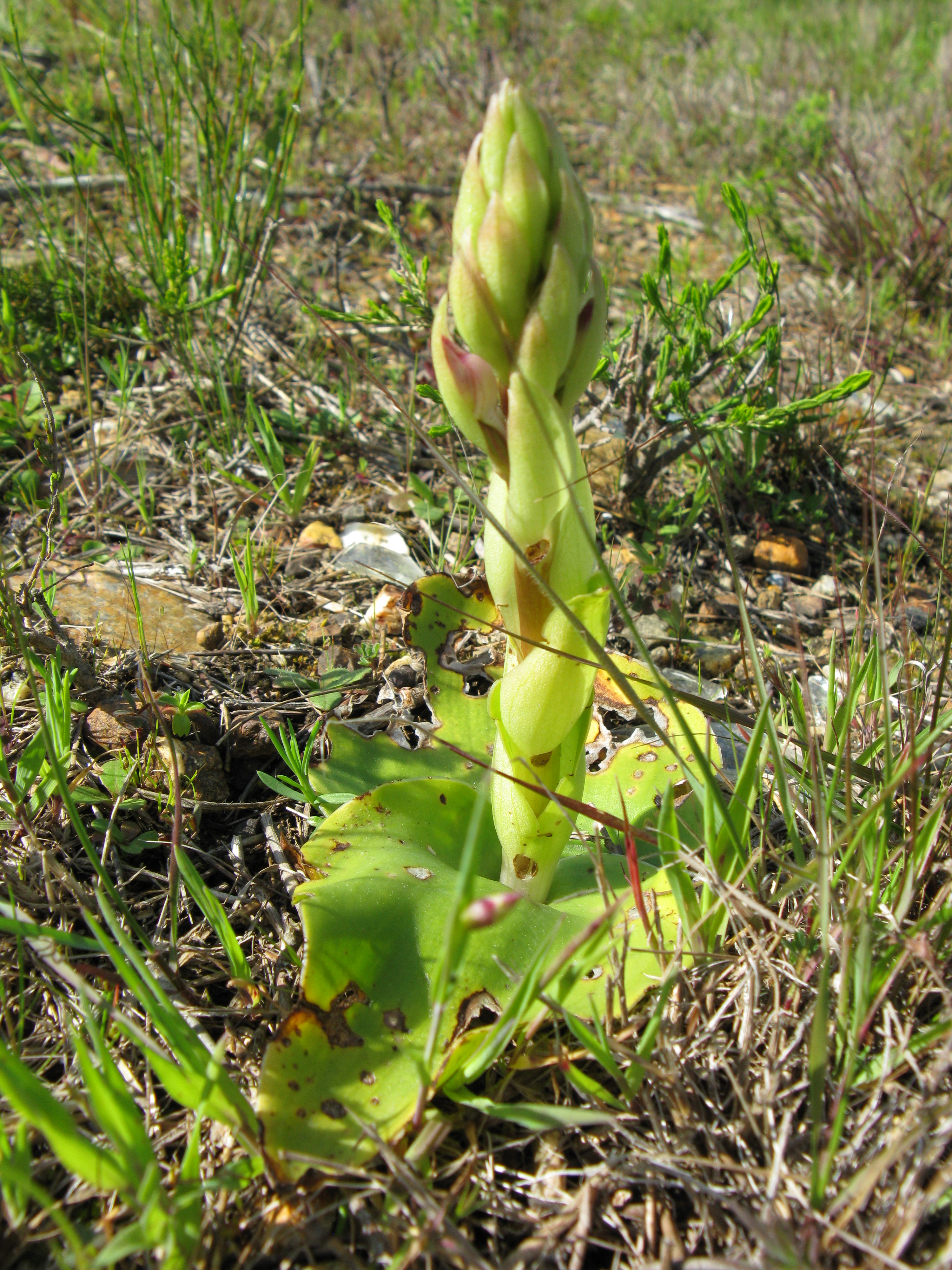